# František Věnceslav Jeřábek

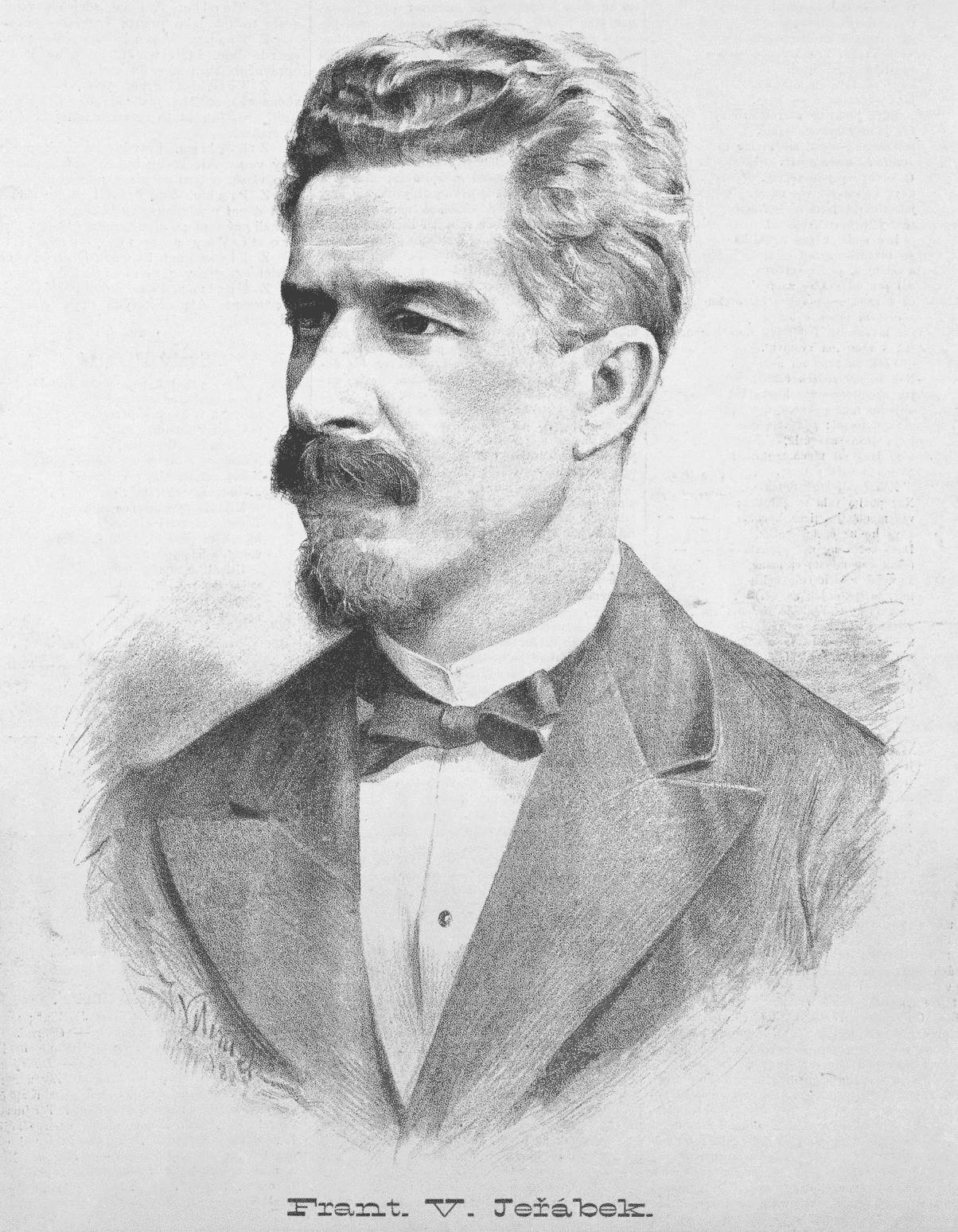
František Věnceslav Jeřábek

František Věnceslav Jeřábek, född 25 januari 1836 i Sobodka, Böhmen, Österrike-Ungern, död 31 mars 1893 i Prag, Böhmen, Österrike-Ungern, var en tjeckisk dramatiker, publicist och litteraturhistoriker. 
Jeřábek debuterade som författare med det historiska skådespelet Hána (1858), som efterföljdes av många på sin tid omtyckta stycken, däribland de sociala komedierna Veselohra (Lustspelet, 1862) och Cesty veřejného mínění (Den allmänna meningens vägar, 1866). Som hans bästa alster betecknas det även på tyska översatta och spelade dramat Služebník svého pána (Sin herres tjänare, 1872). Ett urval av hans dramatiska skrifter utkom 1883.